# Antonythasan Jesuthasan
Antonythasan Jesuthasan, (en tamoul : அந்தோனிதாசன் யேசுதாசன்) également connu sous le pseudonyme de Shobasakthi (en tamoul : ஷோபா சக்தி) est un écrivain et acteur tamoul, né en 1967 au Sri Lanka.

## Biographie
Il est né dans le village d'Allaippiddi (en) sur l'île de Velanai (en) dans le nord du Sri Lanka. Dans son adolescence, il rejoint les Tigres tamouls. Il quitte l'organisation quelques années plus tard et se réfugie d'abord à Hong Kong, puis vit quatre ans en Thaïlande avant de parvenir à se rendre en France avec des faux papiers. Il obtient l'asile politique en France  en 1993. Il vit à Sevran.
En France, il vit de petits boulots. À la fin des années 1990, il se met à la littérature, sous le pseudonyme de Shobasakthi. Il est, depuis, l'auteur d'une importante œuvre, écrite en tamoul et partiellement traduite en anglais et en français.
En 2011, il tourne, pour la première fois, dans un film tamoul, Sengadal.
En 2015, il tient le rôle principal dans le film de Jacques Audiard Dheepan, qui obtient la Palme d'or au Festival de Cannes 2015. Il juge avoir tenu dans ce film un rôle à-demi autobiographique. Cette interprétation lui vaut une nomination pour le César du meilleur acteur en 2016.

## Œuvres littéraires
- 2017 : Shoba - Itinéraire d'un réfugié, Le livre de poche
- 2018 : Friday et Friday, Zulma
- 2022 : La Sterne rouge, Zulma, 308 pages  (ISBN 979-1038-700-83-3)

## Filmographie

### Courts métrages
- 2017 : Unlock de Nirmalan Nadarajha
- 2017 : Little Jaffna  de Lawrence Valin
- 2017 : Threesome de Matthieu Moerlen
- 2019 : The Loyal Man de Lawrence Valin
- 2023 : Dilemne, Dilemme de Jacky Goldberg
- 2023 : Men In Blue  de Sachin Dheeraj Mudigonda
- 2023 : Appa de Jenostan

### Longs métrages
- 2011 : Sengadal (en) de Leena Manimekalai
- 2015 : Dheepan de Jacques Audiard
- 2017 : Roobha (en) de Lenin M Sivam
- 2018 : L'amour est une fête de Cédric Anger
- 2018 : Friday and Friday de Satha Pranavan
- 2018 : Private War de Matthew Heineman
- 2018 : Paris métèque (clip) de Gaël Faye/ Raphael Levy
- 2019 : Dernier amour de Benoit Jacquot
- 2020 : Bac Nord de Cédric Jimenez
- 2021 : Coyotes (TV Series) de Jacques Molitor - Gary Seghers
- 2022 : Notre-Dame brûle de Jean-Jacques Annaud
- 2022 : Grand Marin de  Dinara Drukarova
- 2022 : Zodi et Téhu, frères du désert d'Éric Barbier
- 2024 : Elle et lui et le reste du monde d'Emmanuelle Belohradsky

## Théâtre
- Counting and Cracking
- Seres
- 6th Regiment
- Singaravanam
- Jai Hind Jai Cylon
- Viduthalai Kaali

## Distinctions
- César 2016 : nomination au César du meilleur acteur pour Dheepan
- Meilleur acteur - ICS Cannes Award-2015
- Meilleur acteur - Nomination au International Online Cinema Awards (INOCA)
- Meilleur acteur dans un second rôle -  Nomination au Helpmann Awards 2019